# Kövy Zsolt
Kövy Zsolt (Losonc, 1926. április 30. – 2010. szeptember 25.) református lelkész, egyháztörténész, a Pápai Református Tudományos Gyűjtemények nyugalmazott igazgatója. Fontos szerepet vállalt a Pápai Református Kollégium újraindításásban, aminek főigazgatójává választották. 1993-as nyugdíjba vonulása óta a tiszteletbeli főigazgatói tisztséget viselte.

## Élete
Szülőhelyén, a felvidéki Losoncon folytatta középfokú tanulmányait. A teológiát Debrecenben kezdte 1944-ben, de Pápán fejezte be 1949-ben, ugyanis 1945-től 1947-ig orosz hadifogságot szenvedett. 1949-ben segédlelkész volt Kaposváron, majd 1953-ig Enyingen, ezt követően Kéttornyúlakon szolgált 1992-ig.
1956-tól 1970-ig a Tudományos Gyűjtemények levéltárosa és könyvtárosa, 1981-től igazgatója volt. A rendszerváltás óta részt vesz a politikában, 1990-től 1992-ig önkormányzati képviselő, Pápa alpolgármestere volt, 1995-től a Magyarok Világszövetsége Veszprém Megyei Szervezetének elnöke, 1998-ban indult az országgyűlési választásokon. 1989-ben öregdiáktársaival létrehozta a Mándi Márton István Pápai Református Kollégiumi Alapítványt, ami az ősi iskola újraindítását tűzte ki célul. Az 1990-es években az alapítvány közel 20 millió forinttal támogatta a kollégiumot. A Pápa Város Erdélyért Alapítvány kuratóriumi elnöke, a Pápai Jókai Kör alelnöke, a Pápai Művelődéstörténeti Társaság tiszteletbeli elnöke, emellett még több alapítvány, szervezet működésében vállal szerepet. Több mint 300 cikke, számos tanulmánya jelent meg helyi és országos lapokban, folyóiratokban, úgy egyházi, mint művelődéstörténeti és helyismereti témában.

## Könyvei
- A Pápai Református Gyűjtemény (szerkesztő és társszerző) – Pápa, 1987
- A Pápai Református Gyűjtemény Évkönyve (sokszorosított, szerkesztő és társszerző) – Pápa, 1988
- A Pápai Református Egyház szerepe Pápa város életében (1520-tól napjainkig). In: Tanulmányok Pápa város életéből. – Pápa, 1994 ()
- Trócsányi Dezső Emlékkönyv (társszerkesztésben Dr. Dékány Endrével és Simon Kálmánnal) – Pápa, 1995
- Mándi Márton István Pápai Református Kollégiumi Alapítvány, 1989-1994 – Pápa, 1995
- Egyház és Közélet (tanulmányok, beszédek két kötetben) – Pápa, 1995
- Pályakép Szíj Rezsőről – Budapest, 1997
- Hazádnak rendületlenül – Gulyás Lajos emlékezete – Budapest, 1999
- Exodus. A pápai teológusok hűsége és a beért gyümölcs 1951-2001, Pápai Eperfa Könyvek 4. – Pápa, 2001
- Merjünk magyarok lenni (szerkesztő és társszerző) A Magyarok Világszövetsége Veszprém Megyei Szervezete által kiadott tanulmánykötet – Pápa, 2001
- Álom és valóság (önéletrajzi regény) – Pápa, 2002

## Kitüntetései
- Művelődésügyi miniszteri elismerés a könyvtárosi munkáért – 1987
- 1956-os emlékérem – 1992
- Elismerés a honismereti munkáért – 1993
- Veszprém Megye Érdemrendje kitüntetés – 1994
- Pro Pannonia Reformata kitüntetés a Dunántúli Református Egyházkerülettől – 1998
- Oklevél Pápa Város Önkormányzatától – 2001